# モダン・タイムス
『モダン・タイムス』（Modern Times）は、1936年のアメリカ映画。チャールズ・チャップリンが監督・製作・脚本・作曲を担当した喜劇映画で、彼の代表作のひとつである。モノクロ、サウンド版。

## 概要
チャップリンがユナイテッド・アーティスツで製作した5作目の映画であり、資本主義社会や機械文明を題材に取った作品で、労働者の個人の尊厳が失われ、機械の一部分のようになっている世の中を笑いで表現している。自動給食マシーンの実験台にされるシーンや、チャップリンが歯車に巻き込まれるシーン、ラストのチャップリンとヒロインが手をつないで道を歩いてゆくシーンなどが有名である。
この作品は前作の『街の灯』（1931年）に続いてのサウンド版で、一部にセリフが入る以外は音楽の伴奏と効果音のみによるパート・トーキー映画となっている。また、チャップリンが初めてスクリーンで肉声を発した映画であり、キャバレーでインチキ外国語（一説にはフランス語風と言われる。また、「taxi」と聞き取れる部分がある）による「ティティーナ」を歌うシーンで、チャップリン自身の歌声を聴くことができる。自作の映画音楽も映像にのせており、前述の「ティティーナ」とラストシーンで印象的な「スマイル」を作曲し、その音楽的才能も開花させている（後述）。公開当時はすでにトーキー映画が普及していたため、この作品は「時代遅れ」と呼ばれて、あまり高い評価は得られなかった。
公私にわたるチャップリンのパートナーで、本作でヒロインを務めたポーレット・ゴダードは、チャップリンによる次作で反ナチス・ドイツ映画の『独裁者』（1940年）においてもチャップリンと共演している。他キーストン時代からチャップリンと共演しているチェスター・コンクリンが出演し、キーストン社時代に演じた「ウォルラス氏」の扮装で登場した。
本作はルネ・クレール監督作品『自由を我等に』と内容が酷似している（ベルトコンベアが走る流れ作業、それから起こるドタバタ騒ぎ、ラストの野原の直線道路を行く構図などが似ているといわれる）。そのため『自由を我等に』のドイツの製作会社・トビス社は1937年にチャップリンを著作権侵害で提訴した。しかし、証人に立ったルネ・クレールは、「もし『モダン・タイムス』が自分の映画からヒントを得ているならば、光栄に思う」と証言したため、告訴は取り下げられている。
しかし、第二次世界大戦後1947年にトビス社は再び訴えを起こし、それをうっとうしく思ったチャップリンサイドは、僅かばかりの支払いをした。ドイツの映画会社トビスによる（二度目の）訴えについて、チャップリンサイドは反ナチス・ドイツ映画『独裁者』への報復であろうと確信している。チャップリンは『独裁者』で、チャップリンの友人コンラッド・ベルコヴィチから盗作訴訟を起こされた。
作品は資本主義を批判していることから、作品を「共産主義的である」と揶揄した評論家もいたという。そのため当時ファシズム政権にあったドイツなどの国家では、作品が共産主義的であるとみなして、上映を禁止されていた。米国においてもハースト系の新聞から攻撃されている。

## ストーリー

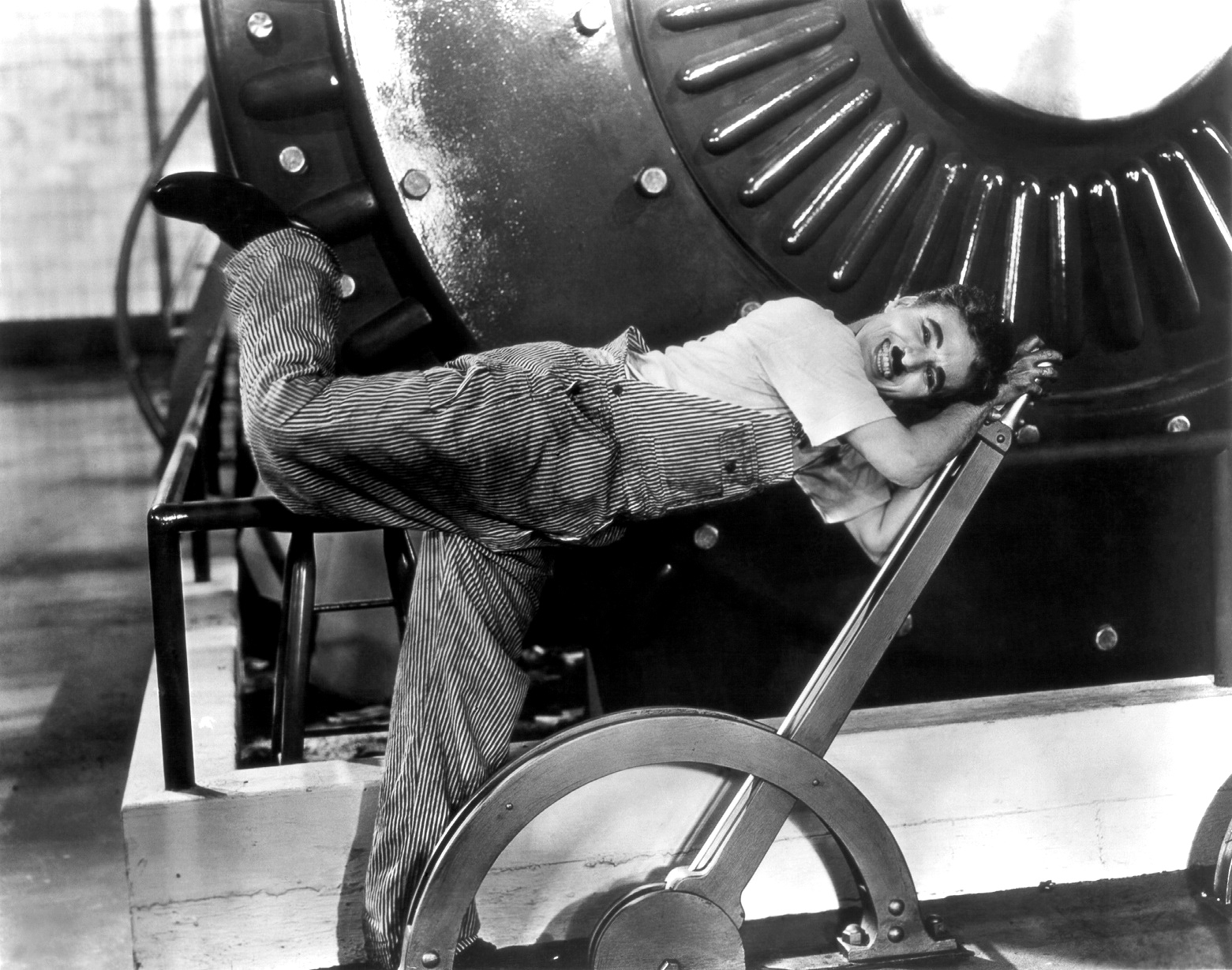
有名なシーンの一つ

巨大な製鉄工場で働く主人公の男は、ベルトコンベアーを流れる部品のナットをスパナで締め続けるという単純作業を繰り返していた。その様子はテレビモニターで監視され、トイレで煙草を吸っていてもすぐにばれてしまう。ある日、男は労働者の食事時間を節約するために作られた自動給食マシーンの実験台となり、散々な目に遭わされる。やがて単純作業の連続に耐えられなくなって男は精神的におかしくなり、トラブルを起こして精神病院送りになってしまう。
ようやく退院を迎えた日、トラックから落ちた赤旗を拾い、運転手に返そうと追いかけていくうちに、いつの間にか労働者のデモ隊の先導をきってしまい、そのリーダーと間違われて逮捕され、拘置所に入れられてしまう。ひょんなことから脱獄囚を撃退した功績で模範囚として放免され、造船所の仕事を紹介されるものの、ちょっとしたミスから造りかけの船を海に沈めてしまい、職を失ってあてもなく街をうろつく生活に陥る。
そんな中、男は少女がパンを盗もうとして警察に逮捕される現場に居合わせる。少女は貧しい父子家庭の長女だったが、父親が死んで妹たち共々孤児となり、妹たちが施設に送られたため役人から逃げ出して路上生活をしていたのだった。拘置所が恋しくなっていた男は彼女の窃盗の罪をわざとかぶり護送車に乗せられるが、結局、通りがかりの人の証言で少女が後から乗せられてくる。護送車が対向車をよけるため急に方向転換した拍子に外へ投げ出された男と少女は、そのまま逃亡する。
少女と意気投合した男は、2人のために家を建てるという夢を胸に働くことを決意。デパートの夜警の仕事では泥酔したあげく売り場で寝込んでしまってクビ。うち捨てられた川べりのあばら屋を見つけて、そこで2人で暮らすようになった。そして男は工場の技師の助手の仕事を得るが、直後に起きたストライキにより工場は閉鎖される。
一方、少女はダンスの才能を見込まれてキャバレーで働き始め、彼女の推薦で男もウェイターの職を得る。ショウタイムには店長に命じられ、「ティティナ（後述）」という歌を即興で歌って大受けするが、その直後、施設から逃げ出した罪で少女を捕まえるために官憲が踏み込んでくる。何とか逃げ出し、道端に座り込んだ2人だが、やっと手に入れた幸せすらも許されない無情な現実に少女は悲嘆の涙を流す。そんな姿を見た男は諦めずに生きればきっと道は開けると力強く励まし、少女はその言葉に希望を見出す。
現代社会の冷たさと束縛に囚われない自由な生活を求め、2人ははるか向こうに続く一本道へと歩いていくのだった。

## キャスト
出典：
- 工員 - チャールズ・チャップリン
- 浮浪少女 - ポーレット・ゴダード

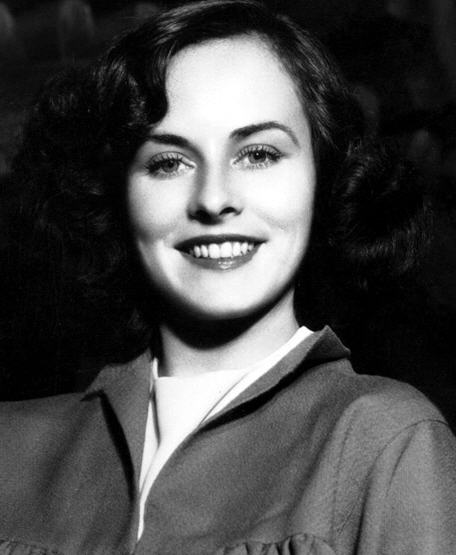
ヒロインの浮浪少女
（ポーレット・ゴダード）

- キャバレーの主人 - ヘンリー・バーグマン
- 工場の技師 - チェスター・コンクリン
- 製鉄会社社長 - アラン・ガルシア
- ビッグ・ビル（チャップリンと同じ工場で働く工員、後にデパートの強盗） - スタンレー・サンドフォード（英語版）
- J・ウィデコム・ビローズ（自動給食マシーンの開発者） - マードック・マクアリー（英語版）
- ビローズの助手 - テッド・オリバー、ノーマン・アインスリー
- 強盗 - ハンク・マン、ルイ・ナトー（英語版）
- 少女の父 - スタンリー・ブリストーン（英語版）
- 少女の妹 - グロリア・デ・ヘイヴン、グロリア・デルソン
- 工員と同房の服役囚 - リチャード・アレクサンダー（英語版）
- 牧師 - セシル・レイノルズ
- 牧師夫人 - マイラ・マッキニー（英語版）
- カフェーの給仕 - フレッド・マラテスタ（英語版）
- タービンの交換手 - サミー・スタイン（英語版）
- 流れ作業の工員 - チャールズ・コンクリン
- 流れ作業の職長 - ウォルター・ジェームズ（英語版）
- 工員 - ボビー・バーバー（英語版）、チャック・ハミルトン、ジャック・ロウ
- 囚人 - フランク・モラン（英語版）
- 造船会社の労働者 - フランク・ハグニイ（英語版）
- タバコ屋のカウンター係 - バディ・メッシンガー（英語版）
- 護送車の警官 - パット・ハーモン（英語版）
- 医師 - エドワード・キンボール（英語版）
- デパートの売り場主任 -J・C・ニュージェント（英語版）
- ウエイター - ジョン・ランド

## 製作
『街の灯』を宣伝するヨーロッパ旅行中に、チャップリンは大恐慌がもたらした悲惨な状況、および現代のテクノロジーについて話し合ったマハトマ・ガンディーとの会話から『モダン・タイムス』の着想を得た。チャップリンは、ガンディーがそれに対し一般的に反対する理由には共感しなかったものの、「利益のみを考慮した機械」が人々を失業させ、生活を台無しにしたことは認めた。
チャップリンは1933年にプリプロダクションを開始し、1934年には撮影を開始した。自身の最初の「トーキー」作品とすることを視野に入れ、セリフ入りの脚本を書き、いくつかの音声入りシーンを試したものの、すぐにこれらの試みを放棄し、同期された効果音とまばらな会話を伴うサイレント形式に戻った。対話の試みにより彼の「小さな放浪者」のキャラクターが画面上で話すと普遍的な魅力が失われる、という彼の長年の信念を確認した。ただし、後年になって『独裁者』（1940年）を製作し、トーキーに対して自信を持ってからは、『モダン・タイムス』もトーキーで製作すればよかったと考えるようになったという。
工場の歯車は、ゴムと木で製作された。歯車に巻き込まれたチャーリーが歯車の反転で生産ラインに戻るシーンでは、フィルムの逆回転が用いられた。
デパートの手すりが壊れたところでローラースケートをするシーンは、8日間かけて撮影された。ここでは、カメラとセットの間に階下の光景を描いたガラス板を置いて撮影した。映画の大部分は毎秒18コマの「サイレント・スピード」で撮影されたが、毎秒24コマの「サウンド・スピード」で投影すると、ドタバタアクションがさらに熱狂的な印象を与えるものとなった。
撮影期間は、1934年10月11日から1935年8月30日までかかった。
映画が完成に至るまでにいくつかの変更が行われている。主人公がショウタイムで歌うシーンで一部が公開前に削除された（後にレーザーディスク版等に収録された）。ラストシーンについては完成版とは別の案もあり、それは主人公が神経衰弱になって病院にいるところに修道女となった少女が訪ねてくる、というものであった。そのシーンは写真が残っている。また、チャップリンが人通りの多い通りを横断しようとして失敗するシーンもあった。このシーンについてもDVDに収録されたほか、ドキュメンタリー『知られざるチャップリン』で紹介されている（#外部リンク参照）。

### スタッフ
- 製作・監督・脚本・作曲：チャールズ・チャップリン
- 撮影：ローランド・トザロー（英語版）、アイラ・モーガン（英語版）
- 美術：チャールズ・D・ホール（英語版）、ラッセル・スペンサー
- 編曲：アルフレッド・ニューマン、デイヴィッド・ラクシン
- 演奏指揮：エドワード・バウエル（英語版）

### 音楽

#### ティティナ
前述した「ティティナ」は、1917年にフランスの作曲家レオ・ダニデルフによって「Je cherche après Titine」（意訳「ティティーナを探して」）というタイトルで作曲され、本作で使用されて世界的に有名なメロディとなった。
2004年には、ロサンゼルス出身の歌手J-FIVEによって「Modern times」というタイトルで、チャップリンの歌とともにカバーされ、ヨーロッパを中心に大ヒットした。なお、この曲のミュージック・ビデオにはチャップリンの孫娘ドロレスが出演している。
日本国内のCMソングとしてもたびたび使われている。例として、トヨタ・istなど。
（劇中でチャップリンが歌う歌詞は、「外部リンク」の「ティティナ（ティティーナ）Titina 歌詞の意味・和訳」を参照）

#### スマイル
本作のラストシーンで印象的な「スマイル」は、チャップリンが作曲したもので、彼が作曲した音楽の中では特に有名である。
この曲は映画の中盤、少女（ポーレット・ゴダード）とチャーリーが警察の護送車から飛び降りて逃亡した後に断続して2回流れる。次に、少女がチャーリーに住むところ（粗末なロッジ）を見つけた報告をする場面（0h52m16sから）。次に、少女がおしゃれをしてチャーリーを待つ場面（1h06m39sから）。最後に、映画の最終局面、絶望してふさぎ込む少女をチャーリーが元気付け希望へといざなう場面で流れ（1h21m25sから）、曲の盛大なフィナーレと共に映画は幕切れする。
1954年、その物悲しい曲調とは裏腹に「スマイル」という曲名が付けられ、ナット・キング・コールによって歌詞付きの歌が歌われた。その後、マイケル・ジャクソン、ダイアナ・ロス、エルヴィス・コステロ、トニー・ベネット、細野晴臣らがカバーしている。映画『friends もののけ島のナキ』でも主題歌としてMISIAによりカバーされた。ソフトバンク iPhone5 のCM「出会い」篇でも使用されている。
また、チャップリンがアメリカを追放されてから20年後、再び同国の地を踏む契機となった第44回アカデミー賞授賞式のフィナーレで、彼がオスカー像を受け取る際、会場のゲスト全員で歌詞の付いたこの曲が歌われた。

#### In the Evening by the Moonlight
「In the Evening by the Moonlight」（直訳「月明かりの夕べに」）は、キャバレーで主人公が歌のリハーサルをしているときにフロアでウェイターのカルテットが歌う。ジェームズ・A・ブランドが作詞・作曲し、1880年に発表した。その後多くの歌手によってカバーされてきた。

#### その他
本作はチャップリン自身がオーケストラのスコアを監修しており、オーケストラの録音を4週間かけて行った。上記の曲以外の各場面においても、映像と音楽とのシンクロが細部まで達成されていると評されている。

## 評価
本作はチャップリンの作品の中でも特に傑作と呼ばれ、『黄金狂時代』『街の灯』『独裁者』と並ぶチャップリンの代表作と称される。
1989年にはアメリカ国立フィルム登録簿に登録された。
1995年には「バチカン映画リスト」（映画の100 周年を記念してバチカンがまとめた重要な映画 (イタリア語: Alcuni film importanti) 45 本のリスト）のうちの1本に選出された。

### ランキング
- 1967年 「映画史上のコメディ・ベスト10」第5位（カナダ、オタワの映画保存協会が世界40か国の批評家のアンケートにより選出。『我輩はカモである』と同位。）[34]
- 「映画史上最高の作品ベストテン」（英国映画協会発表）※10年毎に選出
  - 1982年 「映画批評家が選ぶベストテン」第21位
  - 1992年 「映画批評家が選ぶベストテン」第41位
  - 1992年 「映画監督が選ぶベストテン」第6位
  - 2002年 「映画批評家が選ぶベストテン」第40位
  - 2012年 「映画批評家が選ぶベストテン」第63位[35]
  - 2012年 「映画監督が選ぶベストテン」第22位[36]
  - 2022年 「映画監督が選ぶベストテン」第72位[37]
  - 2022年 「映画批評家が選ぶベストテン」第78位[38]
- 「AFIアメリカ映画100年シリーズ」
  - 1998年 「アメリカ映画ベスト100」第81位
  - 2000年 「コメディ映画ベスト100」第33位
  - 2007年 「アメリカ映画ベスト100（10周年エディション）」第78位
- 2000年 「20世紀の映画リスト」（米『ヴィレッジ・ヴォイス』紙発表）第67位[39]
- 2008年 「史上最高の映画100本」（仏『カイエ・デュ・シネマ』発表）第74位[40]
- 2015年 「史上最高のアメリカ映画100」（英BBC発表）第67位[41]
- 2017年 「史上最高のコメディ映画トップ100」（英BBC発表）第12位[42]
- 2018年 「史上最高のコメディー映画ベスト100」（米『ペースト』発表）12位[43]
- 2021年 「最高のコメディー映画50」（英『エンパイア』誌発表）第21位[44]
- 2022年 「史上最高の映画100」（英『タイムアウト』誌発表）第49位[45]

以下は日本でのランキング
- 1938年 第15回「キネマ旬報ベストテン・外国映画」（キネマ旬報発表）第4位[46]
- 1979年 「外国映画オールタイムベストテン（キネマ旬報発表）」第8位[47]
- 1980年 「外国映画史上ベストテン（キネマ旬報戦後復刊800号記念）」（キネマ旬報発表）第8位
- 1988年 「大アンケートによる洋画ベスト150」（文藝春秋発表）第16位
- 1989年 「外国映画史上ベストテン（キネ旬戦後復刊1000号記念）」（キネ旬発表）第14位
- 1995年 「オールタイムベストテン・世界映画編」（キネ旬発表）第29位
- 1999年 「映画人が選ぶオールタイムベスト100・外国映画編（キネ旬創刊80周年記念）」（キネ旬発表）第13位

個人のランキングでは、ギレルモ・デル・トロが好きな映画ベスト10の第3位に、グレッグ・モットーラが第5位に挙げている。他には、宮崎駿が12位、ウディ・アレンが第13位に挙げている。

## 波及
- フランスの哲学者サルトル、ボーヴォワール、メルロー＝ポンティは、彼らの雑誌名『レ・タン・モデルヌ』（仏: Les Temps modernes）を本映画の仏語題である仏: Les Temps modernesから命名した[52]。

## 日本での公開

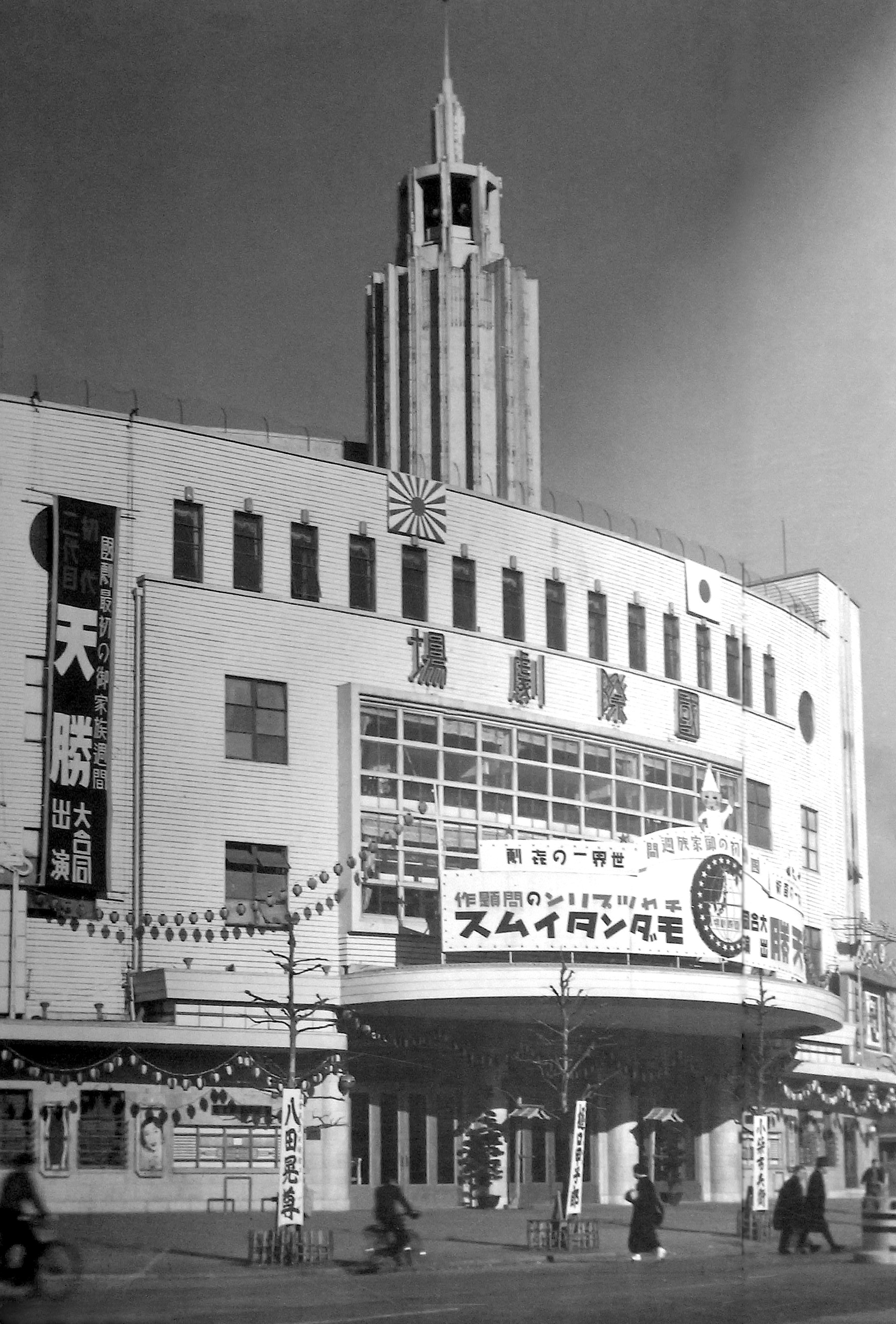
日本での公開、浅草国際劇場にて

日本では1938年2月に封切られており、同年度のキネマ旬報ベストテン第4位にランクインされている。なお、当時タイトルに「流線形時代」というサブタイトルが添えられた。1954年にリバイバル公開。1972年11月には、長編作品の連続公開企画「ビバ！チャップリン」の第1弾としてリバイバル公開された。当時のキャッチコピーは「人間は機械じゃない　－　ハートを忘れた〈現代〉の悲哀を痛烈な笑いで描く世界映画史上不朽の名作！」。
1976年、近石真介が語り手および吹き替えを務める日本語版が制作され、同年10月4日にTBSテレビ『月曜ロードショー』にて放送された。この日本語版は、1981年7月29日に日本テレビ『水曜ロードショー』でも「夏休み特別企画」として再放送されている。